# Afrobeat
L'afrobeat és una combinació de música ioruba, nigeriana, jazz, highlife i funk, que es va popularitzar a Àfrica des dels anys 1970, sota la inspiració del músics nigerians Fela Kuti i Tony Allen o del camerunès Manu Dibango i molts altres.
Fela Kuti ja havia creat obres en l'estil de highlife –un estil amb arrels a Ghana que aleshores es va fer el més popular de gran part d'Àfrica– amb el grup Koola Lobios Band. Als anys 60 hi va barrejar elements de jazz i funk nord-americà amb harmonies i ritmes tradicionals d'Àfrica, el que va evolucionar vers el que es batejar-se «afrobeat». Fela Kuti va combinar la música amb l'acció política que va finançar en gran part amb els beneficis de la venda de discs. La popularitat creixent fora d'Àfrica va fer que amb les cançons també l'afrobeat i els missatges polítics van arribar via els clubs de Londres a tot Occident. Altres grups occidentals i africans van adoptar el gènere.

## Característiques
Les característiques més destacades de l'afrobeat són:
- Grans bandes: un grup gran de músics que toquen diversos instruments (per exemple, la banda de Fela Kuti als anys vuitanta, Egypt 80, va destacar perquè tenia 80 músics).
- Ritme enèrgic i percussió poli-rítmica. L'ostinato o la repetició de beats
- La improvisació.
- Combinació de gèneres i barreja de diverses influències musicals.
- Texts en anglès pidgin. Kuti va parlar en anglès, ja que la va considerar com la millor llengua perquè fos entesa a través a tot el continent africà.

La militància política és essencial en el gènere d'afrobeat. El fundador Kuti, estava profundament preocupat i conscienciat i utilitzà la crítica per a pavimentar el camí per al canvi social. El seu missatge pot ésser descrit com a contenció i polèmic, que pot ser relacionat amb el clima polític de la major part dels països africans als anys 60, molts dels quals tractaven amb la injustícia política i la corrupció militar, al mig de l'entorn de la transició de governs colonials vers l'autodeterminació.

## Repercussió
Els músics de jazz sempre resultaren atrets per l'afrobeat. Des de Roy Ayers, als anys setanta, fins a Randy Weston, als anys noranta, hi hagué col·laboracions que han donat àlbums com Africa: Centre of the World de Roy Ayers. El 1994, Brandford Marsalis, un saxofonista de jazz americà, va incloure l'afrobeat a Buckshot le Fonque. També ha influït en productors importants contemporanis com Brian Eno, que diu que Fela Kuti és una de les seves principals fonts d'inspiració.
Els discjòqueis de nova generació també s'han enamorat tant del material de Kuti com d'altres composicions d'afrobeat i n'han fet compilacions i noves barreges.

## Artistes afrobeat
Després del moviment Fela, l'escena de l'afrobeat s'ha estès i la música ha pres una arrel sòlida. Hi ha un llarg grup de bandes sota la influència d'aquesta música en diversos països. Posteriorment a Fela, altres músics d'afrobeat inclouen:
- Femi Kuti: el primer fill de Fela, saxofonista a la banda Positive Force.
- Seun Kuti: fill de Kuti, que va continuar dirigint la banda del seu pare.
- Afrodizz, una banda de Montreal
- Afro Funk
- Chopteeth, una banda de Washington D.C.
- Ayetoro: Una banda coneguda el pianista i compositor nigerià Funsho Ogundipe..
- Afrobeat Down.
- Akoya Afrobeat Ensemble.
- Antibalas, de Brooklyn, Nova York.
- Cymande, Regne Unit
- Chicago Afrobeat Project
- Dele Sosimi
- Femme Nameless
- Franck Biyong & Massak, una banda de Camerun
- Funkees, Nigèria
- Ginger Baker[8]
- Kola Ogunkoya
- Koffie, un òctet d'Amsterdam
- Kumbara, grup gironí
- Lafayet Afro Rock Band, Regne Unit
- Manu Dibango, Camerun[2]
- Mampön, Barcelona[9]
- Osibisa, Regne Unit
- Positive Force
- Sonny Okosun
- Speak in Tones
- Rameses Revolution, de Suècia.
- Tony Allen, Nigèria[10]
- Tunday Akintan, saxofonista, creador de la música iorubeat
- Zozo Afrobeat, un grup de Nova York